# 紫雲寺村
紫雲寺村（しうんじむら）は、かつて新潟県北蒲原郡にあった村。

## 沿革
- 1889年（明治22年）4月1日 - 町村制施行に伴い北蒲原郡稲荷岡新田、米子新田、宮吉新田、小川新田、真野代新田、長島新田、中野新田、長者館新田、関井新田、下中沢新田、福岡新田、富島新田、古田新田、真中新田、真野原外新田、真野原新田、二ツ山新田、人橋新田、元郷新田が合併し、紫雲寺村が発足。村役場は稲荷岡新田に設置[2]。
- 1901年（明治34年）11月1日 - 北蒲原郡大島村と合併し紫雲寺村を新設。村役場は引き続き稲荷岡新田に設置[3]。
- 1955年（昭和30年）
  - 3月25日 - 北蒲原郡築地村の一部を編入。
  - 3月31日 - 北蒲原郡松塚村の大字藤塚浜と合併し、町制施行し紫雲寺町となり消滅。

## 学校

### 小学校
- 紫雲寺村立紫雲寺小学校
  - 大島分校
- 紫雲寺村立米子小学校

### 中学校
- 紫雲寺村立紫雲寺中学校

## 経済
農業
『大日本篤農家名鑑』によれば、紫雲寺村の篤農家は「竹前宗次郎、中野留吉、横木藤一郎、風間富吉、間藤宗作、佐々木藤蔵」などである。

## 医療
医師
- 日水徳松[5]